# Der Clown
Der Clown is een Duitse televisiereeks en wordt geproduceerd door action concept van Hermann Joha. Het stuntteam voert, voor niet-Amerikaanse producties, ingewikkelde en opmerkelijke stunts uit.
Der Clown wordt gespeeld door Sven Martinek en wordt bijgestaan door zijn vrienden Dobbs (Thomas Anzenhofer) en Claudia (Diana Frank).
In 1996 was de televisiefilm een kaskraker en leidde tot een tweede televisiefilm (Der Clown 2) en een televisiereeks die in geheel Europa uitermate succesvol werd.
In maart 2005 verscheen de eerste bioscoopfilm van Der Clown onder de titel "Der Clown: Payday". De film flopte echter aan de bioscoopkassa's.
In Nederland werd de serie uitgezonden op RTL Crime.